# La lala la lala la
La lala la lala la is een single van André van Duin. Het is afkomstig van zijn album André van Duin 2 en een arrangement van Edy Keiser, Helmuth Herold en Harry van Hoof.
Net als bij bijna al zijn voorgaande singles, stond op dit plaatje ook een cover/persiflage. La lala la lala la is een bewerking van Van Duin zelf van het Zwitserse liedje Grüezi wohl Frau Stirnimaa. Dat lied werd populair door de Zwitserse muziekgroep Minstrels in 1969. Zij zongen het onder meer in de film Was ist denn bloß mit Willi los? uit 1970.
De B-kant De Tiroler is eveneens een cover. De titel van het origineel luidt Tirolerholzhakkerbube/Tiroler Holzhacker Buab’n en is van de hand van Josef Franz Wagner, J. H. Drawa en Hans Peters, bekend van Ronnie Tober en Kinderen voor Kinderen.